# إم 1917 ريفولفير
إم 1917 ريفولفير (بالإنجليزية: M1917 Revolver)‏، هي مسدس أمريكي من نوع دوار أنتجت سنة 1917م، وأستخدمت من قبل القوات المسلحة الأمريكية وبقية بعض القوات الدولية في فترة الحرب العالمية الأولى والحرب العالمية الثانية والسنوات الأولى من الحرب الباردة.